# Фурман, Пётр Романович
Пётр Романович Фурман (8 (20) октября 1816 — 8 (20) января 1856) — русский журналист и писатель, автор исторической прозы.

## Биография
Родился в семье землемера. После окончания Петришуле, в октябре 1827 года был принят «в воспитанники Императорской Академии художеств» и зачислен к профессору М. Н. Воробьёву в класс ландшафтной и перспективной живописи. В сентябре 1836 года Фурман был отмечен серебряной медалью II степени за живопись, представив «виды Екатерининского канала, 5 видов Ладожского озера и несколько копий». В конце 1838 года получил звание «неклассного» (свободного) художника за «Вид с натуры от Круглого рынка». Работал учителем в Удельном земледельческом училище (1839—1842), переводчиком в учёном комитете министерства государственных имуществ (1845—1846). В 1846—1849 годах жил в Европе.
С середины 1840-х годов Фурман активно сотрудничал с различными изданиями: «Сын Отечества», «Иллюстрация» Нестора Кукольника и Александра Башуцкого, «Санкт-Петербургские ведомости», «Репертуар русского и пантеон всех иностранных театров», «Литературная газета», где публиковал исторические романы, повести, фельетоны. С начала 1850-х годов был редактором и издателем «Сына Отечества». В 1855—1856 годах редактировал «Ведомости санкт-петербургской городской полиции».
Фурман — автор нескольких книг для детей: «Записки Петра Ивановича», «Григорий Александрович Потёмкин», «Сын рыбака, Михаил Васильевич Ломоносов», «Александр Васильевич Суворов-Рымникский», «Ближний боярин Артамон Сергеевич Матвеев», «Саардамский плотник» (о Петре I). Они были популярны у читателя, но не пользовались благосклонностью критики. Виссарион Белинский назвал «Записки Петра Ивановича» «очень недурной книжкой для чтения детей», но разгромил книги о Потёмкине, Ломоносове, Суворове и Петре I за навязчивый морализм и слабый слог. Точно такое же мнение было у его начинающего коллеги Михаила Салтыкова-Щедрина. В некрологе на смерть писателя его друг, педагог Владимир Стоюнин, наоборот, говорил о большом вкладе Фурмана в русскую детскую литературу.
Фурману принадлежат переводы романов А. Дюма «Графиня де Монсоро» и «Кавалер Д'Арманталь», Альфонса Kappa, Фредерика Сулье, Эмиля Ожье, Поля Феваля («Лондонские тайны»).
Постоянный сотрудник журнала «Сын Отечества» (с 1847), с 1850 и до закрытия журнала в 1852 году — фактический редактор. Редактор «Ведомостей Санкт-Петербургской городской полиции» (1852—1855).
Повесть Фурмана «Саардамский плотник» была рекомендована к детскому чтению в Первой киевской гимназии, где учились Михаил Булгаков и его братья, и была одной из любимых книг их детства. Она упоминается в романе «Белая гвардия», где вырастает до «символа домашнего очага» семейства Турбиных.

## Книги
- 1843 — «Записки Петра Ивановича»
- 1844 — «Детские комедии, повести и были»
- 1845 — «Григорий Александрович Потёмкин»
- 1846 — «Усач»
- 1847 — «Александр Данилович Меньшиков»
- 1847 — «Альманах для детей»
- 1847 — «Сын рыбака, Михаил Васильевич Ломоносов»
- 1848 — «Дочь шута» (историко-приключенческий роман из эпохи Анны Иоанновны)
- 1848 — «Александр Васильевич Суворов-Рымникский»
- 1848 — «Ближний боярин Артамон Сергеевич Матвеев»
- 1849 — «Саардамский плотник»
- 1849 — «Берлинские тайны»
- 1849 — «Добро и зло» (роман)
- 1856 — «Наталия Борисовна Долгорукова. Повесть для девиц»
- Сочинения в 10 томах. 1890—1892.

## Публикации в периодике
- Безумная (повесть) // Иллюстрация. — 1845. — №№ 16—18.
- Парголовские тайны (повесть) // Иллюстрация. — 1845. — №№ 21, 23—27.
- Охтянка (повесть) // Иллюстрация. — 1845. — № 32.
- Письма путешественника к друзьям // Сын Отечества. — 1847—1850
- Письма к редактору из чужих краёв // Санкт-Петербургские ведомости. — 31 января 1847 — 9 декабря 1850
- Унтер-офицер Иван Груздев (повесть) // Санкт-Петербургские ведомости. — 1847. — 13 сентября — 1 октября.
- Несостоявшаяся женитьба // Сын Отечества. — 1848. — №№ 3, 4. (Историко-приключенческий роман)